# Арнела Оджакович
Арнела Оджакович (босн. Arnela Odžaković; нар. 5 вересня 1983, Требинє) — боснійська каратистка.

## Біографія
Народилася у 1983 році у місті Требинє. Карате почала займатися у віці 8 років. Через війну їй довелося покинути рідне місто, вона переїхала в Горажде. У 1996 році вона перебралася до Сараєво і стала членом клубу Сенсей Карате під керівництвом Меріти Тирич Чампари. З 2000 року вона є членом клубу Бушідо Карате в Сараєво. Закінчила Сараєвський університет.

## Досягнення
- Двічі чемпіон Європи серед юніорів (індивідуальний і командний)
- Золота медаль на Середземноморських іграх 2005 року в Іспанії
- Чемпіон Європи 2007 року (індивідуальний та команда)
- Віце-чемпіон Європи 2008 (індивідуальний), третє місце (команда)
- Бронзова медаль на Середземноморських іграх 2009 року в Італії.